# Đảng Cộng sản Dân chủ Đài Loan
Đảng Cộng sản Dân chủ Đài Loan (tiếng Trung: 臺灣民主共產黨) là một chính đảng tại Trung Hoa Dân Quốc (Đài Loan). Đảng được thành lập vào ngày 1 tháng 10 năm 2009 (tức ngày kỷ niệm quốc khánh Cộng hòa Nhân dân Trung Hoa). Chủ trương của đảng là phát triển chủ nghĩa Cộng sản tại Đài Loan và thống nhất hòa bình với Cộng hòa Nhân dân Trung Hoa, Đài Loan được tự trị cao độ và trở thành Đặc khu Hành chính Đài Loan. Tổng bí thư là Trần Thiên Phúc, anh em họ của cựu tổng thống Trung Hoa Dân Quốc Trần Thủy Biển. Ngày 06 tháng 11, Bộ Nội chính Trung Hoa Dân Quốc đã cấp phép hoạt động cho đảng và đây là đảng thứ 157 tại quốc đảo.